# Butgnéville
Ne doit pas être confondu avec Bulgnéville.
Butgnéville est un village et une ancienne commune française de la Meuse.

## Histoire
Depuis le 1er janvier 1973 (arrêté préfectoral en date du 5 septembre 1972), Butgnéville est rattachée à Saint-Hilaire-en-Woëvre, en tant que commune associée jusqu'au 1er novembre 2013.

## Démographie
| 1936 | 1946 | 1954 | 1962 | 1968 |
| ---- | ---- | ---- | ---- | ---- |
| 86   | 85   | 98   | 89   | 75   |